# Nybble holme
Nybble holme är ett naturreservat i Strängnäs kommun i Södermanlands län.
Området är naturskyddat sedan 1988 och är 43 hektar stort. Reservatet omfattar en ö med detta namn i Mälaren som består av sumpskog, blandskog och torr tallskog på hällmarker.